# Procinetus brevicauda
Procinetus brevicauda är en stekelart som beskrevs av Dmitriy R. Kasparyan 1985. Procinetus brevicauda ingår i släktet Procinetus och familjen brokparasitsteklar. Utöver nominatformen finns också underarten P. b. caucasicus.